# Мінка Келлі
Мінка Келлі (англ. Minka Kelly; нар.. 24 червня 1980, Лос-Анджелес, США) — американська акторка. Найбільш відома за роллю Лайли Гарріті в серіалі каналу NBC «Нічні вогні п'ятниці» (2006–2009). Знімалася у фільмах «Сусідка по кімнаті» та «У пошуках Сонні» (2011), а також у відродженні бойовика «Ангели Чарлі» каналу ABC (2011).
Одна з небагатьох акторок, які зіграли першу леді США, Жаклін Кеннеді, у фільмі Лі Деніелса «Дворецький» разом з Опрою Вінфрі (2013). 
Келлі є авторкою своїх мемуарів «Розкажи мені все: Мемуари» (2023), які стали бестселером New York Times.

## Ранні роки
Мінка Келлі народилася 24 червня 1980 року в місті Лос-Анджелес, штат Каліфорнія, США. Мінка має ірландське, новозеландське та французьке коріння. Її дідусь — актор Річард Ней, колишній чоловік оскароносної акторки Грір Гарсон.
Єдина дитина в сім'ї колишнього гітариста відомої американської рок-групи Aerosmith Ріка Дьюфея та колишньої танцюристки з Лас-Вегаса Морін Келлі. 
За словами акторки, її дитинство було «досить жорстким». Вона обурювалася, коли батько покинув її та матір. Але все-таки до 17 років Келлі спробувала змиритися з батьком. Її виховувала мати, яка працювала на різних роботах. Вони жили в різних громадах, перш ніж оселитися в Альбукерці, штат Нью-Мексико, коли Келлі навчалася в середній школі. 
Мати Келлі померла у 2008 році у 51-річному віці від раку товстої кишки. 

## Кар'єра
Закінчивши середню школу Веллі в Альбукерці, штат Нью-Мексико, Келлі повернулася до Лос-Анджелеса. Під час пробної зйомки для модельного агентства їй запропонували роботу секретарки у пластичного хірурга, який зміг би зробити їй операцію зі збільшення грудей в обмін на відпрацьований годинник. Зрештою Келлі відмовилася від цієї процедури, через що її звільнили. Це знайомство з медичною сферою спонукало її протягом року відвідувати школу, щоб стати помічницею хірурга, після цього вона працювала техніком з прибирання. Протягом 4 років у цій професії вона паралельно продовжувала прослуховуватись на ролі у кіно та на телебаченні.
У 2003 році Келлі дебютувала як актриса в короткометражному фільмі «The Turbo Charged Prelude for 2 Fast 2 Furious», шестихвилинному введенні до бойовика «Подвійний форсаж». З того часу вона знімалася в ряді серіалів, таких як «Антураж», «Дрейк і Джош» та «Американські мрії». У 2005 році Келлі отримала роль у серіалі «За що тебе люблю».
У квітні 2006 року Келлі була запрошена на постійну роль у драматичному серіалі NBC «Вогні нічної п'ятниці», на роль старшокласниці та вболівальниці Лайли Гарріті. Готуючись до ролі чирлідерки, вона тренувалася у команді підтримки середньої школи Пфлугервілля. Прем'єра серіалу відбулася 3 жовтня 2006 року. У 2006 році Келлі знялася у фільмі жахів «Гарбузовий Карвер» у ролі Теммі Бойлз і виконала невелику роль у фільмі «Докази штату». У 2007 році вона зіграла у фільмі «Королівство» в епізодичній ролі міс Росс разом з Джеймі Фоксом та Дженніфер Гарнер. У 2009 році вона також з'явилася у фінальній сцені фільму «500 днів літа».
У серпні 2008 року Келлі отримала головну роль у серіалі «Політичний орган». Вона зіграла роль Франчески Фостер, яка переїжджає до Вашингтона, округ Колумбія, щоб працювати на сенатора. Незважаючи на схвалення критикою пілотного епізоду, CW не підтримав серіал. Келлі також з'явилася в пілотному епізоді комедійного серіалу «Божевільне кохання», зігравши роль Кейт, дівчини зі Середнього Заходу, яка закохується в Генрі на вершині Емпайр-стейт-білдінг. Коли серіал було знято, Келлі була замінена Сарою Чок.
У квітні 2010 року Келлі з'явилася у драматичному серіалі «Батьки». У тому ж році вона була названа найсексуальнішою жінкою у світі в щорічному випуску журналу Esquire. Вона погодилася на роль у бродвейській п'єсі Love, Loss, What I Wore 27-29 квітня 2011 року. У грудні 2010 року ABC оголосила, що Келлі знялася в запланованому перезавантаженні кримінального драматичного серіалу «Янголи Чарлі». Вона зіграла роль вуличної гонщиці Єви Френч. Пілотний епізод було знято у березні 2011 року, а серіал вийшов в ефір 13 травня 2011 року. Прем'єра відбулася 22 вересня 2011 року та зібрала понад 8,76 мільйона переглядів. Серіал отримав одностайно негативні відгуки критики. Незважаючи на заплановані 13 епізодів, канал ABC відмінив серіал після прем'єри четвертого епізоду через низькі рейтинги.
Мінка Келлі знялася у трилері 2011 року «Сусідка по кімнаті» у ролі першокурсниці коледжу. Незважаючи на те, що фільм отримав загалом негативні відгуки, у перші вихідні він заробив понад 15,6 мільйона доларів та понад 40 мільйонів доларів по всьому світу. Потім Келлі здобула головну роль у містичному комедійному фільмі «У пошуках Сонні». Фільм розповідає про двох друзів, що возз'єдналися, підозрювані у загадковому вбивстві, схожому на п'єсу, в якій вони знімалися у старших класах. Виробництво проходило у травні та червні 2010 року у Форт-Верті, штат Техас. Фільм отримав нагороду Найкращий повнометражний оповідальний фільм на кінофестивалі Festivus.
У грудні 2011 року Мінка Келлі приєдналася до 8-денного туру ООН чотирма країнами з головою Об'єднаного комітету начальників штабів генералом Мартіном Демпсі, Робертом Горрі, Джордіном Спарксом, Томасом Майлзом і сержантом Браяном Баттальєю. У лютому 2012 року Келлі була однією зі знаменитостей, які позували у червоних сукнях для показу колекції червоних суконь Heart Truth у рамках Тижня моди у Нью-Йорку. На ній була сукня Діани фон Фюрстенберг. У 2012 році знялася в кліпі групи Maroon 5 на пісню One More Night. У 2013 році Келлі з'явилася у фільмі «Дворецький» у ролі Жаклін Кеннеді Онассіс.
У вересні 2017 року було оголошено, що Келлі знялася в серіалі DC Universe «Титани» в ролі Дон Грейнджер / Голуб. Прем'єра серіалу відбулася 12 жовтня 2018 року. У травні 2018 року Келлі з'явилася у відеогрі «Detroit: Become Human» у ролі Норт.
Мінка Келлі зіграла піаністку Квінн разом із Джошем Демелем у драматичному серіалі Netflix «Каньйон Ренсом». Зйомки серіалу проходили у першому півріччі 2024 року в рідному місті Альбукерке, та Лас-Вегасі, штат Нью-Мексико.
У липні 2024 року Келлі отримала роль у романтичній комедії Netflix «Проблеми з шампанським» (2024), де вона грає керівника, яка подорожує до Парижа де починається несподіваний роман.

## Особисте життя
Акторка зустрічалася з бейсболістом Дереком Джітером. Роман тривав з травня 2008 по серпень 2011 року.
З серпня 2012 року зустрічалася з американським актором Крісом Евансом, з яким мала нетривалий роман у 2007 році. У жовтні 2013 року пара знову розлучилася. З 2017 по 2018 рік перебувала у стосунках з актором Джессі Вільямсоном.
У травні 2019 року Келлі розповіла, що в юності зробила аборт.
Любить готувати і пекти.

## Фільмографія
| Рік       |    | Українська назва         | Оригінальна назва       | Роль                                       |
| --------- | -- | ------------------------ | ----------------------- | ------------------------------------------ |
| 2004      | с  | Нахвалювання             | Cracking Up             | Моніка                                     |
| 2004      | с  | Дрейк та Джош            | Drake & Josh            | Стейсі                                     |
| 2005      | ф  | Диявольське шосе         | Devil's Highway         | Меггі                                      |
| 2005      | с  | Американські мрії        | American Dreams         | Боні                                       |
| 2005      | с  | За що тебе люблю         | What I Like About You   | Ріки                                       |
| 2006      | ф  | Тикворіз                 | The Pumpkin Karver      | Теммі Бойлс                                |
| 2006      | ф  | Державні докази          | State's Evidence        | епізод                                     |
| 2007      | ф  | Королівство              | The Kingdom             | Міс Росс                                   |
| 2009      | тф | Держава                  | Body Politic            | Гоуп                                       |
| 2009      | ф  | 500 днів літа            | (500) Days of Summer    | Отем                                       |
| 2006—2009 | с  | Нічні вогні п'ятниці     | Friday Night Lights     | Ліла Гарріті                               |
| 2011      | ф  | Пошуки Сонні             | Searching for Sonny     | Еден Мерсер                                |
| 2011      | ф  | Сусідка по кімнаті       | The Roommate            | Сара Меттьюз                               |
| 2011      | ф  | Прикинься моєю дружиною  | Just Go with It         | Джоанна Демон                              |
| 2010—2011 | с  | Батьківство              | Parenthood              | Габі                                       |
| 2011      | с  | Ангели Чарлі             | Charlie's Angels        | Єва Френч                                  |
| 2013      | ф  | Дворецький               | The Butler              | Жаклін Кеннеді                             |
| 2013—2014 | с  | Майже людина             | Almost Human            | Валері Стал                                |
| 2015      | ф  | Світ, створений без вади | The World Made Straight | Дена                                       |
| 2015      | ф  | За заходом сонця         | Away and Back           | Джини                                      |
| 2018—2021 | с  | Титани                   | Titans                  | Дон Ґрейнджер / Голубка                    |
| 2018      | вг | Детройт: Стати людиною   | Detroit: Become Human   | Норт                                       |
| 2019      | с  | Історія напідпитку       | Drunk History           | Моріна Даллас Воткінс / Флоренс Найтінгейл |
| 2020      | ф  | Вона в Портленді         | She's in Portland       | Сара Хілл                                  |
| 2020      | с  | Легенди завтрашнього дня | Legends of Tomorrow     | Дон Ґрейнджер / Голубка                    |
| 2021      | ф  | Меєр Ланськи             | Lansky                  | Морін                                      |
| 2022      | с  | Ейфорія                  | Euphoria                | Саманта                                    |